# La Guerre d'Algérie (documentaire, 1972)
Pour l’article homonyme, voir La Guerre d'Algérie (film, 1984).
La Guerre d'Algérie est un documentaire historique français réalisé en 1972 par Yves Courrière et Philippe Monnier. Il retrace les événements qui ont conduit à la guerre d'indépendance de l'Algérie de 1954 à 1962, en s'appuyant sur des archives filmées et des témoignages d'acteurs clés de cette période.

## Synopsis
À travers des interviews de personnalités politiques, militaires et journalistiques ainsi que des images d'archives, le film retrace les principales étapes de la guerre d'Algérie, depuis les manifestations pacifiques des Algériens pour réclamer leur indépendance jusqu'aux négociations de paix en passant par la répression sanglante de l'armée française et l'émergence des mouvements indépendantistes.

## Fiche technique
- Titre : La Guerre d'Algérie
- Réalisation : Yves Courrière et Philippe Monnier
- Commentaire dit par Jean Brassat, Jacques Charby, Francis Morane et Bruno Cremer
- Montage : Sylvie Blanc
- Musique : François de Roubaix
- Société de production : Reggane Films
- Producteur : Jacques Perrin
- Pays d'origine :  France
- Durée : 160 min
- Date de sortie : 22 mars 1972